# Винтер, Гельмут Богданович
Гельмут Богданович Винтер (5 июня 1785, Гадебуш — 9 октября 1847, Казань) — профессор политической экономии и дипломатии.

## Биография
Родился 5 июня 1785 года в немецком городе Гадебуш. Высшее образование получил в Гейдельбергском и Галльском университетах. В 1806 году получил степень доктора «обоих прав» в Галльском университете.
Преподавал историю литературы и немецкий язык в различных образовательных учреждениях Германии и Франции. Был утвержден ординарным профессором Императорского Казанского университета по кафедре политической экономии и дипломатии 8 января 1834 года. В том же году становится деканом нравственно-политического отделения, которым был до 1835 года. Однако в 1836 году получает должность декана юридического факультета. Занимает эту должность позже с 1845 по 1838 год. В 1838 году был назначен ординарным профессором на кафедру общенародного права и дипломатики.
Освобожден от преподавания политической экономии и статистики в июне 1838 года. Скончался от холеры 9 октября 1847 года.